# هنري غانتريب
هنري جيمس صموئيل غانتريب (29 مايو 1901-1975) كان عالم نفس بريطاني عُرف بإسهاماته الرئيسية في نظرية العلاقة بالموضوع أو المدرسة الفرويدية في التحليل النفسي. كان زميلًا في جمعية علم النفس البريطانية ومعالجًا نفسيًا ومحاضرًا في قسم الطب النفسي، في جامعة ليدز، وقسًا أبرشانيًا. وصفه الدكتور جوك ساذرلاند بأنه «من الشخصيات الخالدة في التحليل النفسي».

## عمله
عمل في كتابه، هيكل الشخصية والتفاعل البشري، على تنظيم وانتقاد نظريات المحللين النفسيين الرئيسيين، بما في ذلك ميلاني كلاين ورونالد فيربيرن ودونالد وينيكات ومايكل بالينت. رغم قبوله لمعظم نظريات فرويد، قدم أفكاره الخاصة وانتقد فرويد لاعتماده بشكل كبير على علم الأحياء بشكل عام، والغرائز بشكل خاص، فكان من وجهة نظر غانتريب، غير إنساني. اعتمد بشدة على نهج العلاقة بالموضوع التي طرحها فيربيرن ووينيكات. جادل بأن الغرور الراجع له تأثير قوي على الحياة، واعتُبرت هذه أكبر مساهمة له في التحليل النفسي. نظر في الشعور بالفراغ المرافق للشخصية شبه الفصامة، معتقدًا أنه يعكس سحب الطاقة من العالم الحقيقي نحو عالم من العلاقات الداخلية.
أدت أعراضه الشخصية إلى أن يخضع لتحليل نفسي من قبل كل من رونالد فيربيرن ودونالد وينيكات. رغم أن هذا العلاج كان مفيدًا، لم يعالج مشكلته.

## حول الشخصية شبه الفصامية
عمل غانتريب بشكل مكثف مع مرضى اضطراب الشخصية شبه الفصامية الذين كانوا منفصلين عن الواقع ومنسحبين وغير قادرين على تكوين علاقات إنسانية ذات معنى. توصل إلى اعتبار الذات المفهوم النفسي الأساسي، والتحليل النفسي كدراسة لتطورها، والعلاج النفسي كوسيلة لتوفير علاقة شخصية تُمنح فيها الذات المنعزلة فرصة للنمو والتطور بشكل صحي، وفي النهاية، وضعها على تواصل مع الأشخاص والأشياء الأخرى.
حدد الخصائص التسع التالية للشخصية شبه الفصامية: الانطواء، والانسحاب، والنرجسية، والاكتفاء الذاتي، والشعور بالفوقية، وفقدان الوجدان، والوحدة، وتبدد الشخصية، والنكوص. وُصفت هذه الخصائص بمزيد من التفاصيل أدناه.

### الانطواء
وصف غانتريب العالم الداخلي للشخصية شبه الفصامية على النحو التالي: «بالمعنى الدقيق للكلمة، توصف الشخصية شبه الفصامية بأنها منفصلة عن عالم الواقع الخارجي بالمعنى العاطفي. تكون كل الرغبات اللاذعة والجهود موجه نحو العناصر الداخلية، وغالبًا ما يعيش المريض حياة داخلية مفعمة بالخيال والأفكار الوهمية لدرجة يصبح ذلك ملحوظًا من قبل الآخرين. رغم أن حياته الخيالية المتنوعة غالبًا ما تبقى في الخفاء، بعيدًا عن الحياة الواقعية». يكون المصاب باضطراب الشخصية شبه الفصامية منعزلًا عن الواقع الخارجي لدرجة يعتبره بمثابة خطر. يعد الابتعاد عن مصادر الخطر باتجاه مصادر الأمان استجابة بشرية طبيعية. لذلك، تهتم الشخصية شبه الفصامية في المقام الأول بتجنب الخطر وضمان السلامة.

### الانسحاب
الانسحاب يعني الانفصال عن العالم الخارجي، وهو الجانب الآخر للانطوائية. يُظهر جزء صغير فقط من المصابين باضطراب الشخصية شبه الفصامية درجة واضحة من الخجل أو الإحجام أو التجنب تجاه العالم الخارجي والعلاقات الشخصية. يَظهر العديد من الأفراد المصابين باضطراب الشخصية شبه الفصامية بشكل أساسي بشخصية تفاعلية وجذابة.

### النرجسية
يعرّف غانتريب النرجسية على أنها «سمة تنشأ من الحياة الداخلية السائدة التي يعيشها المصاب باضطراب الشخصية شبه الفصامية. وكل الأشياء المحببة له موجودة بداخله، بالإضافة إلى ذلك، يكون مرتبطًا بها إلى حد كبير بحيث تكون رغباته الجنسية موجهة نحو نفسه. مع ذلك، يبقى سؤال ما إذا كانت الحياة الداخلية العميقة للشخصية شبه الفصامية ناتجة عن رغبة جامحة في الإدماج مع العناصر الهارجية أو عن رغبة بالانسحاب من العالم الخارجي نحو عالم داخلي أكثر أمانًا. تبدي الشخصية شبه الفصامية الحاجة إلى التعلق كقوة تحفيزية أساسية كما هو الحال لدى أي إنسان آخر. نظرًا لكون عناصر الحب الأساسية موجودة بداخل الشخصية شبه الفصامية، تجد الأمان دون حاجة للتواصل مع العناصر الموجودة في العالم الحقيقي والتعلق بها.

### الاكتفاء الذاتي
لاحظ غانتريب أن الشعور بالفوقية يرافق الاكتفاء الذاتي. «لا يحتاج المرء لأشخاص آخرين، ويمكنه الاستغناء عنهم ... غالبًا ما يصاحب ذلك شعور بالاختلاف عن الآخرين». لا علاقة للإحساس بالفوقية المرافق للشخصية شبه الفصامية بتعظيم الذات المرافق للاضطراب النرجسي. لا تعبّر الشخصية شبه الفصامية عن الفوقية بالحاجة إلى التقليل من قيمة الآخرين الذين يُنظر إليهم على أنهم مسيئون أو منتقدون أو فاضحون أو مهينون. وُصفت هذه الفوقية من قبل شاب مصاب باضطراب الشخصية شبه الفصامية:
«إذا كنت أشعر بالفوقية على الآخرين، إذا كنت أسمى من الآخرين، فأنا لست بحاجة إلى الآخرين. عندما أقول إنني أسمى من الآخرين، هذا لا يعني أنني أشعر أني أفضل منهم، بل يعني أنني أبقى بعيدًا عنهم، بمسافة آمنة».
هذا ليس شعورًا بالفوقية وإنما بالأمان.